# Polina Orlova
Polina Sergeevna Orlova (in russo Полина Сергеевна Орлова?; Puškino, 24 dicembre 2002) è una ginnasta russa specializzata nella ginnastica ritmica.

## Biografia
Polina Orlova è nata a Puškino, nella regione di Mosca il 24 dicembre 2002, e ha iniziato a pratica ginnastica ritmica all'età di quattro anni nella sua città natale.
Nel 2020 ha vinto una medaglia di bronzo nella gara a squadre al campionato nazionale russo di ginnastica ritmica.
A ottobre 2021 ha preso parte ai Campionati mondiali di ginnastica ritmica che si sono svolti a Kitakyūshū in Giappone, gareggiando come rappresentante della Federazione russa di ginnastica ritmica (RGF) in seguito all'esclusione della Russia per l'accusa di doping di Stato. Insieme ad Anastasija Bliznjuk, Alisa Tiščenko, Angelina Škatova e Marija Tolkačëva ha vinto la medaglia d'oro nel concorso di gruppo e nelle 5 palle e la medaglia d'argento nei 3 cerchi + 4 clavette alle spalle della squadra italiana, e la medaglia d'oro nel concorso completo a squadre insieme anche alle due individualiste Arina Averina e Dina Averina.

## Palmarès
- Mondiali

Kitakyūshū 2021: oro nel concorso a squadre, nel concorso completo di gruppo e nelle 5 palle, argento nei 3 cerchi + 4 clavette